# Wilson Costa de Mendonça
Wilson Costa de Mendonça, mais conhecido como Wilsinho, (Rio de Janeiro, 3 de outubro de 1956), é um ex-futebolista brasileiro que atuava como ponta-direita e que tinha como apelido, "xodó da vovó".

## Carreira
Começou nas categorias de base do Vasco da Gama com 12 anos, profissionalizando-se aos 18 anos e jogando no clube cruzmaltino entre 1976 até o início de 1982, atuando em 312 jogos e marcou 36 gols, tendo como parceiro de ataque, Roberto Dinamite. Após a sua passagem pelo Vasco da Gama transferiu-se para o Flamengo em 1982, onde ficou por 6 meses e sagrou-se vice-campeão carioca. No início de 1983, transferiu-se para o Fluminense, tendo defendido depois o America-RJ em 1987 e o Volta Redonda em 1988, todos clubes do Estado do Rio de Janeiro. 
Considerando apenas os títulos oficiais mais importantes, no Vasco da Gama, Wilsinho foi campeão carioca em 1977.
Pelo Fluminense, Wilsinho jogou entre 1983 e 1986, disputando 70 partidas, com 34 vitórias, 21 empates e 15 derrotas, marcando 7 gols, sendo campeão carioca em 1983 e 1984, e campeão brasileiro de 1984.
Jogou pela Seleção Brasileira em apenas uma partida amistosa, contra o Milan, no Estádio do Maracanã, seu palco mais habitual, no dia 12 de outubro de 1977. Ainda neste ano fez parte de lista da CBD com setenta e dois jogadores que seriam avaliados pelo técnico Cláudio Coutinho durante o Campeonato Brasileiro de 1977, visando a convocação para a Copa do Mundo de 1978.
Meses depois de sua primeira convocação, Wilsinho sofreu ruptura dos ligamentos do joelho em amistoso contra a Chapecoense, sendo descartado a partir daí nas convocações da Seleção Brasileira, jogando ainda na Região Nordeste do Brasil e por dois meses, no Huelva, da Espanha

## Títulos
Vasco da Gama
- Campeonato Carioca: 1977
- Taça Guanabara: 1977
- Torneio João Havelange: 1981
- Torneio Heleno Nunes: 1976
- Taça Manoel do Nascimento: 1977
- Troféu Imprensa de Santa Catarina: 1977
- Torneio Cidade de Sevilha: 1979
- Troféu Festa de Elche: 1979
- Taça Gustavo de Carvalho: 1980
- Torneio Super Séries : 1980
- Troféu Colombino: 1980
- Torneio de Funchal: 1981
- Torneio de Verão do Uruguai: 1982

Flamengo
- Taça Guanabara: 1982

Fluminense
- Campeonato Brasileiro: 1984
- Campeonato Carioca: 1983, 1984
- Torneio de Seul de 1984
- Taça Francisco Horta: 1984